# Коганец
Коганец (укр. Коганець) — правый приток Аткильни, протекающий по Черниговскому району (до 17 июля 2020 года Репкинскому району) Черниговского района Украины.

## География
Длина — 7,2 км. У реки в селе Горностаевка расположена братская могила.
Русло умеренно-извилистое. Пойма занята заболоченными участками, лесом (доминирование сосны). Притоки: безымянные ручьи.
Берёт начало на восточной окраине села Горностаевка. Верховье представляет из себя запруду длиной 0,7 км. Река течёт на северо-запад, затем — на юго-запад, делая несколько плавных поворотов. Впадает в Аткильня в селе Сиделевка.
Населённые пункты на реке (от истока к устью):
1. Горностаевка
2. Сиделевка